# Nhóm đối xứng (hình học)

Một tứ diện là bất biến trong 12 phép quay khác nhau, bỏ qua các phép đối xứng lật. Các phép đối xứng đó được mô tả ở đây theo dạng hình tròn, cùng với các phép quay 180° dọc theo trục (mũi tên màu xanh da trời) và 120° quay tại đỉnh (mũi tên đỏ) mà hoán vị tứ diện trên qua các vị trí. 12 phép quay này lập thành nhóm phép quay của hình tứ diện.

Trong lý thuyết nhóm, nhóm đối xứng của một đối tượng (hình ảnh, tín hiệu, v.v...) là nhóm của tất cả các phép biến đổi hình học theo đó đối tượng là bất biến với phép hàm hợp như là phép toán của nhóm. Đối với không gian có khoảng cách, nó là một nhóm con của nhóm đồng đẳng của không gian có liên quan. Nếu không có quy định khác, bài viết này xem xét các nhóm đối xứng trong hình học Euclid, nhưng khái niệm này cũng có thể được nghiên cứu trong các ngữ cảnh tổng quát như mở rộng dưới đây.

## Giới thiệu
Các "đối tượng" có thể là hình hình học, hình ảnh và mẫu lặp lại, chẳng hạn như mẫu hình giấy dán tường. Định nghĩa có thể được thực hiện chính xác hơn bằng cách xác định hình ảnh hoặc mô hình có nghĩa là gì, ví dụ: một hàm của vị trí với các giá trị trong một bộ màu sắc. Đối với sự đối xứng của các vật thể vật lý, người ta cũng có thể muốn xem xét thêm thành phần vật lý của chúng. Nhóm đẳng hướng của không gian tạo ra một nhóm hành động cho các đối tượng trong đó.
Nhóm đối xứng đôi khi cũng được gọi là nhóm đối xứng đầy đủ để nhấn mạnh rằng nó bao gồm các đẳng hướng đảo hướng (như phản xạ, lật và các phép quay không chính tắc), theo đó vật thể là bất biến. Nhóm con của các thay đổi duy trì hướng (tức là các phép tịnh tiến, phép quay, và các kết hợp của chúng) để lại mô hình bất biến được gọi là nhóm đối xứng chính tắc. Nhóm đối xứng chính tắc của một đối tượng bằng với nhóm đối xứng đầy đủ của nó khi và chỉ khi đối tượng là bất đối xứng gương (và do đó không có phép đảo hướng giữ nó bất biến).